# Saint-Jean-de-Laur
Saint-Jean-de-Laur è un comune francese di 212 abitanti situato nel dipartimento del Lot nella regione dell'Occitania.

## Società

### Evoluzione demografica
Abitanti censiti